# 奈杰尔·阿瑟福尔德
奈杰尔·阿瑟福尔德（英語：Nigel Atherfold，1963年6月13日—），新西兰男子赛艇运动员。他曾代表新西兰参加世界赛艇锦标赛，获得一枚金牌和一枚银牌。他也参加了1984年夏季奥林匹克运动会。